# Ларс Гансон
Ларс Гансон (швед. Lars Hanson; 26 липня 1886 — 8 квітня 1965) — шведський актор театру і кіно, найбільш відомий за головними ролями в німих фільмах в 1920-х роках. З батьківщини, де він став зіркою завдяки виконанню головної ролі у фільмі «Сага про Єсту Берлінґа», в 1926 році приїхав до Голлівуду з партнером по фільму Гретою Гарбо. Через кілька років через прихід звукового кіно і помітний шведський акцент він повернувся на батьківщину і продовжив успішну кар'єру на театральній сцені. У 1956 році разом з Інгою Тідблад став першим лауреатом престижної премії Юджина О'Ніл за кращу театральну постановку.

## Вибрана фільмографія
- 1924 — Сага про Єсту Берлінґа
- 1926 — Плоть і диявол / Flesh and the Devil
- 1927 — Капітан порятунок
- 1928 — Вітер